# Maryam Moghaddam
Maryam Moghaddam (persa: مریم مقدم; nascuda el 1969 o el 1970), també escrit Moghadam i Moqadam, és una actriu iraniana, guionista i directora, coneguda per les seves col·laboracions amb el seu marit Behtash Sanaeeha. És més coneguda per la seva interpretació a Pardeh (2013) i Risk of Acid Rain (2015) (de la qual també va coescriure), i per coescriure i dirigir El perdó (2020). La col·laboració més recent de la parella és Keyke mahboobe man, que es va estrenar el 16 de febrer de 2024 al 74è Festival Internacional de Cinema de Berlín.

## Primers anys i educació
Maryam Moghaddam (també transliterada com a Moghadam i Moqadam) va néixer el 1969 o 1970 a Teheran, Iran.
Es va graduar a l'Escola d'Arts Escèniques de Göteborg, Suècia.

## Carrera
Moghaddam va actuar a l'escenari moltes vegades a Suècia, inclòs al Teatre Nacional de Göteborg.
El 1993, va tenir el seu primer paper en un llargmetratge a Bolandiha-ye Sefr, dirigida per Hossein-Ali Layalestani. També va protagonitzar The Legend of Love (2000) dirgiida per Farhad Mehranfar, i Pardeh (2013).
Moghaddam va coescriure Risk of Acid Rain (2015) amb el seu marit Behtash Sanaeeha, i va actuar a la pel·lícula.
Va protagonitzar la pel·lícula del 2017 Mouriyaneh, dirigida per Masoud Hatami, que també va protagonitzar Behtash Sanaeeha. Va guanyar dos premis al Festival de Cinema Figura 2019 a Portugal.
El seu debut com a director amb el seu marit va ser The Invincible Diplomacy of Mr. Naderi, estrenada el 2018. Després va coescriure i codirigir El perdó (publicat el 2020) amb Sanaeeha.
També amb Shaeeha, va coescriure i codirigir Keyke mahboobe man, que es va estrenar el 16 de febrer de 2024 al 74è Festival Internacional de Cinema de Berlín.

## Reconeixements
Moghaddam ha rebut molts reconeixements, inclòs un Simorgh de Cristall, i una nominació per al Premi de l’Associació de Crítics de Cinema i Guionistes de l'Iran.
Altres premis i nominacions inclouen:
- 2015: Co-guanyador (amb Behtash Sanaeeha), Millor guió, al 33è Festival Internacional de Cinema de Fajr, per Risk Of Acid Rain[15]Plantilla:Fails verification[16]
- 2017: Co-guanyador (amb Behtash Sanaeeha), Millor pel·lícula documental, Cinéma Vérité festival de cinema documental a Teheran, per The Invincible Diplomacy of Mr. Naderi[17]
- 2017: Co-guanyador (amb Behtash Sanaeeha), Millor pel·lícula documental, Premis Hafez, per The Invincible Diplomacy of Mr. Naderi[1]
- 2018: Co-guanyador (amb Behtash Sanaeeha), Millor pel·lícula documental al Festival de Cinema Iranià de Praga, per The Invincible Diplomacy of Mr. Naderi[12]
- 2019: Nominada, Millor actriu en un paper protagonista, a la 38a edició del Festival de Cinema Fajr, pel seu paper a El perdó[18]
- 2019: Nominada, Millor guió, a la 38a edició del Fajr Film Festival, per El perdó[18]
- 2024: Premi FIPRESCI * 2024: Premi FIPRESCI al Festival Internacional de Cinema de Berlín, per Keyke mahboobe man[1]
- 2024: Premi del Jurat Ecumènic a la Berlinale, per Keyke mahboobe mane[1]

## Filmografia

### Cinema
| Any  | Títol                                  | Peper   | Director                           | Notes                                                                       |
| ---- | -------------------------------------- | ------- | ---------------------------------- | --------------------------------------------------------------------------- |
| 1993 | Zero Height (Bolandiha-ye Sefr)        | Mahtab  | Hossein Ali Layalestani            | [ 3 ]                                                                       |
| 1997 | Cinema Is Cinema                       | Mandana | Ziaeddin Dorri                     |                                                                             |
| 2000 | Legend of Love                         | Khazar  | Farhad Mehranfar                   | [ 3 ]                                                                       |
| 2003 | Silence Between Two Thoughts           |         | Babak Payami                       |                                                                             |
| 2006 | The Confrontation                      | Mahtab  | Saeed Ebrahimifar                  |                                                                             |
| 2013 | Pardeh                                 | Melika  | Jafar Panahi, Kambuzia Partovi     |                                                                             |
| 2015 | Risk of Acid Rain                      | Mahsa   | Behtash Sanaeeha                   | també guionista i productora executiva                                      |
| 2017 | Leaf of Life                           | Nasim   | Ebrahim Mokhtari                   |                                                                             |
| 2017 | Termite(s)                             |         | Hasoud Matami                      | [ 3 ]                                                                       |
| 2018 | The Invincible Diplomacy of Mr. Naderi |         | Behtash Sanaeeha, Maryam Moghaddam | Documental, també guionista                                                 |
| 2020 | El perdó                               | Mina    | Behtash Sanaeeha, Maryam Moghaddam | també guionista                                                             |
| 2024 | Keyke mahboobe man                     |         | Behtash Sanaeeha, Maryam Moghaddam | Estrena mundial al 74è Festival Internacional de Cinema de Berlín al febrer |

### Televisió
- Fallet, 2009 (sèrie de STV; dirigida per Caroline Cowan)
- Chalsio, 2011 (Telefilm, dirigida per Behtash Sanaeeha)